# Административное деление Люблина
Административное деление Люблина было введено городским советом Люблинской городской администрации No. 889 / XXXVIII / 2006 и № 915 / XXXVIII / 2006. С 23 февраля 2006 г. Люблин делится на 27 территориальных единиц. Каждая из них имеет собственный устав. Кроме того имеет собственный совет, чьи права и обязательства изложены в уставе города.
С появлением новых районов ранние резолюции о административном делении Люблина потеряли свою власть.

## Таблица районов и кварталов Люблина
Следующие обозначения обозначают районы Люблина, установленные городским советом, и области, которые они охватывают:
| Абрамовице                   | Броновице                             | Чехув |
| ---------------------------- | ------------------------------------- | --- |
| Абрамовице Wólka Abramowicka | Броновице Majdan Tatarski os. Pogodna | Чехув: os. Lipińskiego os. Moniuszki os. Wieniawskiego os. Karłowicza os. Nowowiejskiego Lemszczyzna (cz. północna) |